# The X-Files: The Album
The X-Files: The Album è un album discografico di colonna sonora del 1998 relativo al film X-Files - Il film (The X-Files).

## Tracce
1. One – 4:40 – Filter
2. Flower Man – 2:56 – Tonic
3. Walking After You – 4:07 – Foo Fighters
4. Beacon Light – 4:01 – Ween
5. Invisible Sun – 4:08 – Sting & Aswad
6. Deuce – 3:32 – The Cardigans
7. One More Murder – 4:38 – Better Than Ezra
8. More Than This – 5:10 – The Cure
9. Hunter – 3:30 – Björk
10. 16 Horses – 2:37 – Soul Coughing
11. Crystal Ship – 2:20 – X
12. Black – 4:30 – Sarah McLachlan
13. Teotihuacan – 7:06 – Noel Gallagher
14. The X-Files Theme (contiene voce parlata-traccia nascosta di Chris Carter[1]) – 14:15 – Dust Brothers